# Canale di Cannaregio

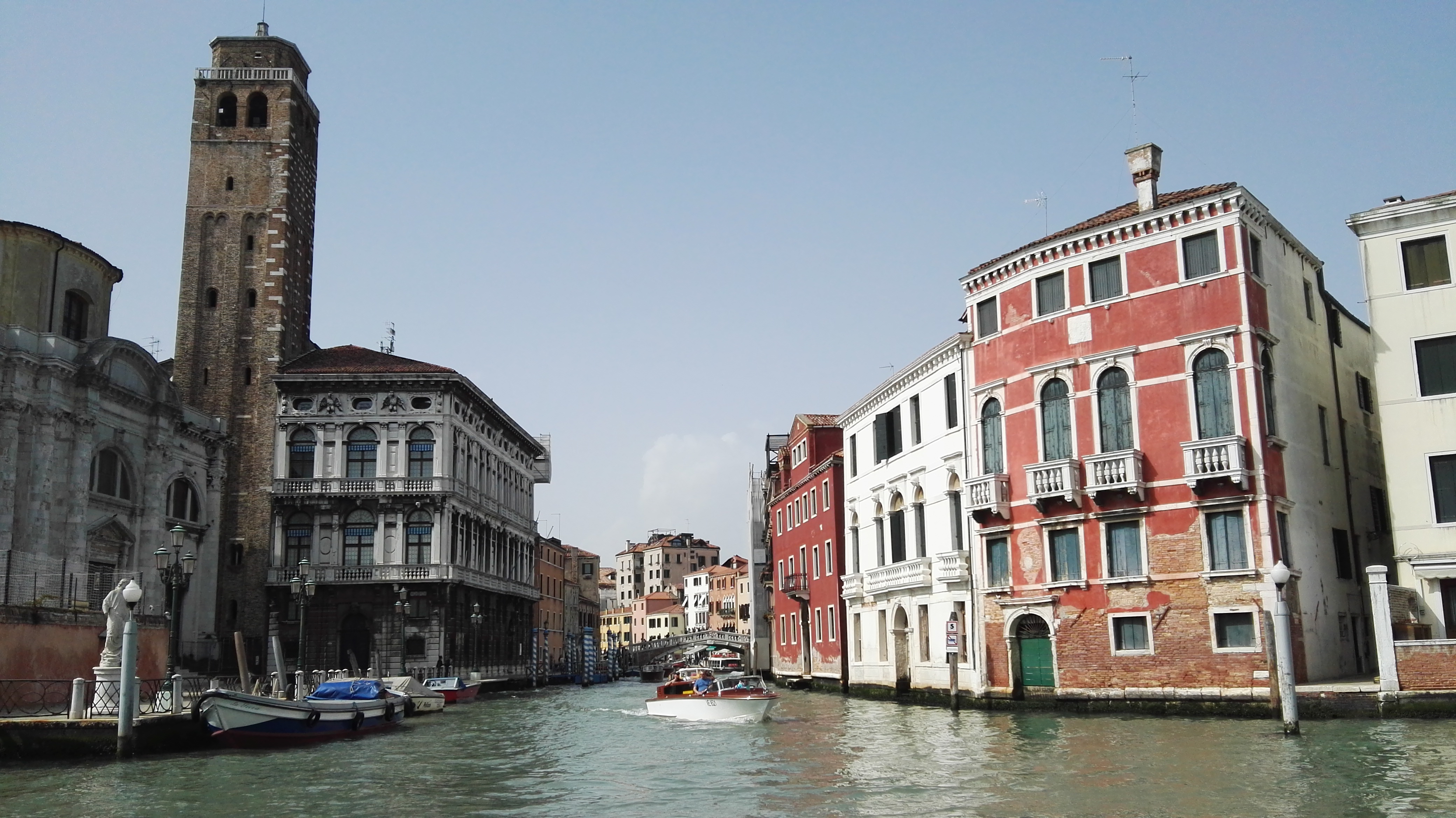
Zuidelijk begin van Canale di Cannaregio, gezien vanop het Canal Grande

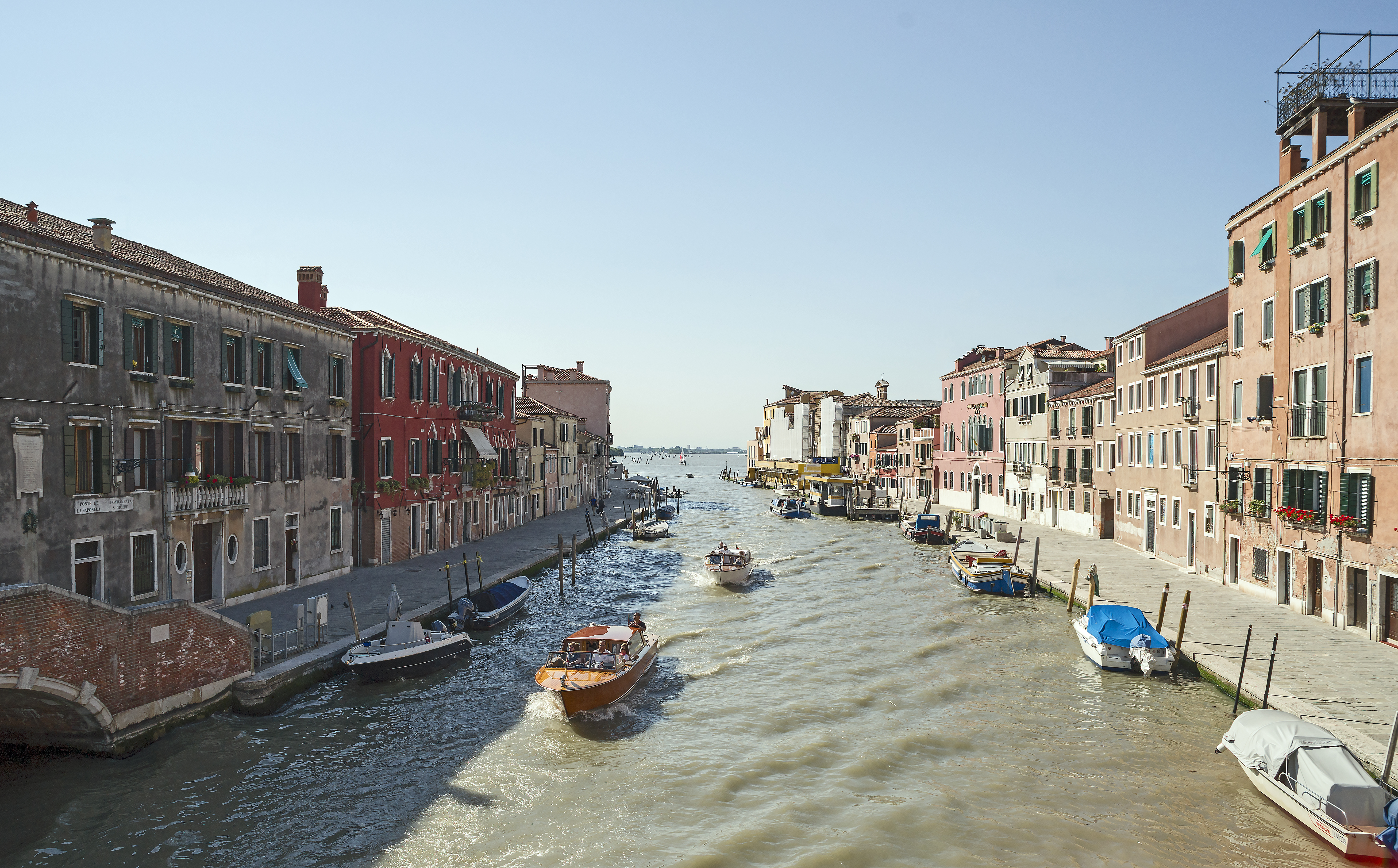
Canale di Cannaregio dat uitloopt in de lagune (noordelijk zicht)

Het Canale di Cannaregio is een kanaal in de Italiaanse stad Venetië; het verbindt het Canal Grande in het zuiden met de lagune in het noorden.  Het is 800 meter lang.
Het Canale di Cannaregio loopt door de gelijknamige wijk. Historisch was het de doorgangsweg waarrond de wijk ontstond. Het was een doorgang voor goederen voor het centrum van Venetië. De wijk Cannaregio is verder oostwaarts uitgegroeid over het moerasland zodat het Canale di Cannaregio zich bevindt in de meest westelijke zijde van de wijk.
Het Canale di Cannaregio heeft twee bruggen, van zuid naar noord: de Ponte delle Guglie en de Ponte dei Tre Archi, de enige brug in Venetië met drie bogen.